# 1711
1711 (MDCCXI) a fost un an obișnuit al calendarului gregorian, care a început într-o zi de miercuri.

## Evenimente
- 5 martie: Printr-un ucaz al țarului Petru cel Mare, în cadrul reformelor sale, este definită o nouă funcție, aceea de Oberfiskal, un funcționar superior "a cărui sarcină va fi să-i urmărească în taină pe toți oamenii și chiar și pe cei mai înalți dregători". Oberfiskalul are în subordine 500 de fiskalii care urmează să descopere pe judecătorii corupți, pe cei care înșeală fiscul, pe funcționarii care cer mită.
- 2 aprilie: Tratatul de la Luțk, Polonia. Acord secret între domnitorul Moldovei Dimitrie Cantemir și țarul rus Petru cel Mare, în urma căruia Principatul Moldovei își menținea autonomia, dar trecea sub protecția Rusiei.

### Nedatate
- 1710-1711: Se încheie al 6-lea Război ruso-turc, cu victoria otomanilor.
- Asediul Brăilei.
- Începutul Epocii fanariote în Țara Românească, ce va dura până în 1821.
- Pacea de la Satu Mare.
- Ridicarea bisericii din lemn Bârsana de către preotul nobil Ioan Ștefanca împreună cu fii săi și alți săteni. Primele atestări documentare ce fac referire la Mănăstirea Bârsana datează din 1390 - într-un document din 21 iulie 1390, referitor la propietățile familiei voievodale Dragoș. Într-un act de proprietate, din 6 noiembrie 1405, se menționează un "câmp al mănăstirii". Alte mențiuni referitoare la mănăstire sunt descoperite în acte de proprietate ale familiei voievodale Dragoș, între anii 1408-1480, ultimul act făcând referire la Bartolomeu Dragfi, voievoid al Transilvaniei.

## Nașteri
- 2 februarie: Wenzel Anton von Kaunitz, politician austriac (d. 1794)
- 27 februarie: Constantin Mavrocordat, domn al Țării Românești, domn al Moldovei  (d. 1769)
- 24 martie: William Brownrigg, medic și om de știință englez (d. 1800)
- 26 aprilie: David Hume, filosof, istoric și economist scoțian (d. 1776)
- 10 mai: Frederic, Margraf de Brandenburg-Bayreuth (d. 1763)
- 18 mai: Rudjer Josip Boscovich, matematician, fizician, astronom și filozof din Republica Ragusa (Croația), (d. 1787)
- 10 iunie: Prințesa Amelia a Marii Britanii (d. 1786)
- 1 septembrie: Willem al IV-lea, Prinț de Orania (d. 1751)
- 25 septembrie: Împăratul Qianlong al Chinei (d. 1799)
- 19 noiembrie: Mihail Lomonosov,  savant, poet și filolog rus (d. 1765)
- 4 decembrie: Barbara a Portugaliei, regină a Spaniei (d. 1758)

## Decese
- 13 martie: Nicolas Boileau (Despréaux), 74 ani, scriitor francez (n. 1636)
- 14 aprilie: Ludovic, Delfin al Franței, 49 ani, fiul regelui Ludovic al XIV-lea al Franței (n. 1661)
- 17 aprilie: Iosif I, Împărat al Sfântului Imperiu Roman, 32 ani (n. 1678)
- 14 iulie: Johan Willem Friso, Prinț de Orania, 23 ani (n. 1687)
- 30 noiembrie: Claudine Françoise Mignot, 87 ani, aventurieră franceză, soția morganatică a lui Ioan Cazimir, rege a Poloniei (n. 1624)